# دراماني
دراماني (بالبلغارية: Драгомани)‏ قرية تقع إدارياً ضمن مقاطعة غابروفو في بلغاريا. ويبلغ عدد سكانها 15 نسمة حسب تعداد 15 مارس 2015. تعتمد دراماني للبريد على الرمز البريدي 5343.